# Лобытов, Михаил Григорьевич
Михаи́л Григо́рьевич Лобы́тов (1907—1998) — председатель колхоза «Родина» Вологодского района Вологодской области.
Дважды Герой Социалистического Труда (1966, 1985).

## Биография
Родился 24 мая 1907 года в селе Слобода Белозерского уезда Новгородской губернии (ныне Белозерского района Вологодской области) в семье крестьянина. Русский. С тринадцати лет начал трудовую деятельность в качестве рабочего Шольского лесозавода.
С 1930 года начал работу в советских органах Шольского района. Был инспектором и заведующим финансовым отделом райисполкома, заведующим орготделом, секретарем, а впоследствии и председателем райисполкома. В 1932 году был принят в члены ВКП(б), в 1947 году — поступил в Ленинградскую областную партийную школу. По её окончании был в 1949 году избран председателем Вологодского райисполкома и проработал на этом посту около пяти лет.
После сентябрьского 1953 года Пленума ЦК КПСС Лобытову было предложено возглавить один от отстающих колхозов области — им. Ворошилова в Вологодском районе. В январе 1954 года на общем колхозном собрании он был избран председателем этого хозяйства. В конце 1950-х годов к нему был присоединен соседний колхоз «Родина», и с тех пор это название закрепилось за объединённым хозяйством. На этом посту Лобытов М. Г. оставался долгих тридцать три с половиной года. В 1971 году колхоз был награждён орденом Трудового Красного Знамени.
Занимался общественной деятельностью: был членом Всероссийского Совета колхозов, избирался в Советы депутатов трудящихся, был депутатом Верховного Совета РСФСР двух созывов подряд: 1967—1971 и 1971—1975 годах. Был членом Вологодского обкома и райкома КПСС. Избирался делегатом XXV, XXVI и XXVII съездов КПСС.
В июне 1987 года, в возрасте 80 лет, М. Г. Лобытов ушёл на заслуженный отдых.
Последние годы жил в городе Вологде. Скончался 5 ноября 1998 года.

## Награды
Награждён тремя орденами Ленина, орденами Октябрьской Революции, Отечественной войны 2-й степени, медалями.

## Память
В поселке Огарково, центральной усадьбе колхоза «Родина», установлен бюст Героя труда, посажена аллея его памяти. В Вологде, на доме ул. Октябрьская, 6, где жил М. Г. Лобытов, открыта мемориальная доска.
Автор книг:
- Лобытов М. Г. Село меняет облик: Заметки председателя // Политическая агитация. — 1986.
- Каждому — по его труду. — Вологда, 1963 (в соавторстве).
- Стираются вековые грани. — Вологда, 1968.
- Ступени роста. — М., 1980.